# Kitschbiennalen
Kitschbiennalen är en internationell konstutställning för figurativ konst som äger rum vartannat år. Biennaler har arrangerats i München 2008 och i Venedig 2010. En jury bestående av konstnärer och konstvetare väljer ut deltagarna. Bland de konstnärer som deltagit i biennalen återfinns Odd Nerdrum, Helene Knoop och Markus Andersson.